# Nicolas Feldhahn
Nicolas Feldhahn (ur. 14 sierpnia 1986 w Monachium) – niemiecki piłkarz grający obecnie w rezerwach Bayernu Monachium.

## Kariera sportowa
Feldhahn większość kariery spędził w drużynach z 2. Bundesligi oraz 3. Ligi. W 2015 roku trafił do Bayernu Monachium i występuje w rezerwach tego klubu. Przed sezonem 2016/2017 Carlo Ancelotti włączył go do kadry pierwszego zespołu na mecze towarzyskie. Feldhahn zagrał w sparingach z Manchesterem City, AC Milan, Interem Mediolan oraz Realem Madryt. W 2016 roku zdobył Superpuchar Niemiec, choć cały mecz z Borussią Dortmund spędził w roli rezerwowego. Bayern zgłosił Feldhahna do kadry na rozgrywki Ligi Mistrzów UEFA. Pomimo tego, Feldhahn występuje w rezerwach bawarskiego zespołu i sporadycznie zasiada na ławce rezerwowych podczas meczów pierwszej drużyny Bayernu.